# 小笠原寿長

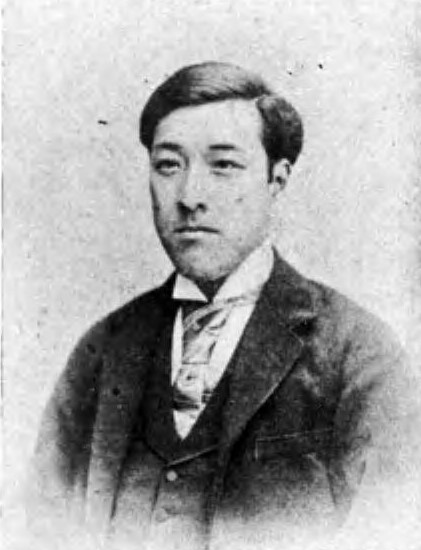
小笠原寿長

小笠原 寿長（壽長、おがさわら ひさなが、1854年9月19日（安政元年閏7月27日）- 1927年（昭和2年）10月）は、明治期の警察官、政治家、華族。貴族院子爵議員。旧姓・細川。

## 経歴
元肥後宇土藩主・細川行芬の九男として生まれる。旧豊前小倉新田（千束）藩主家当主・小笠原愛子（小笠原貞哲五女）の入夫となり、1876年（明治9年）5月24日に家督を継承。1884年（明治17年）7月8日、子爵を叙爵した。
1875年（明治8年）司法省出仕となる。以後、大蔵省御用掛、大蔵属、陸軍省出仕、熊本県警部、福岡県警部、宮崎県警部、延岡裁判所書記、宮崎裁判所書記などを歴任した。
1891年（明治24年）12月5日、貴族院子爵議員補欠選挙で当選し、1902年（明治35年）8月9日に辞職するまで2期在任した。同年8月12日、小笠原家と離縁となり、同年8月28日、息子の恒が子爵を襲爵した。
このほか1899年（明治32年）の東京市会議員選挙に牛込区から立候補して当選した。

## 親族
- 妻：愛子 - 前当主、小笠原貞哲五女（庶子）[1]
- 庶子男：恒 - 子爵、陸軍砲兵中佐[1][10]。岳父は久松定謨
- 女：喬子 - 大谷瑩潤の妻[1]